# Jorge Navarro

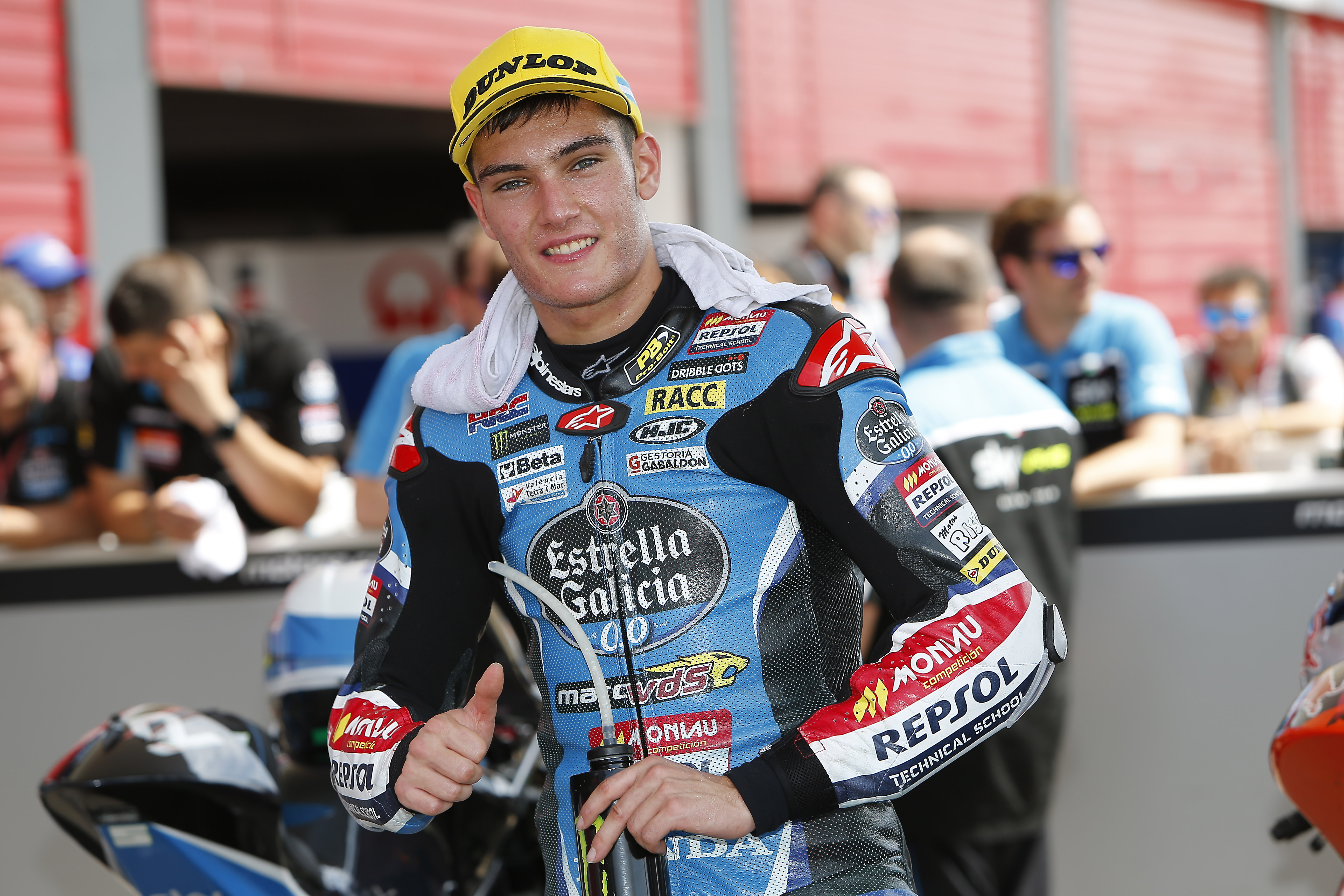
Jorge Navarro 2016.

Jorge Navarro, född 3 februari 1996 i La Pobla de Vallbona i provinsen Valencia, är en spansk roadracingförare. Han tävlar sedan 2017 i Moto2-klassen i världsmästerskapen i Grand Prix Roadracing. Navarro tävlar med startnummer 9 på sin motorcykel.

## Tävlingskarriär
Navarro gjorde debut som wildcard i Moto3-klassen i Grand Prix Roadracing 2012 i Aragoniens Grand Prix. Huvudsakligen tävlade han dock i öppna spanska Moto3-mästerskapen. Sedan mitten av säsongen 2014 är Navarro ordinarie Grand Prix-förare. Han ersatte Livio Loi i Marc VDS Racing Team och körde en Kalex KTM. Roadracing-VM 2015 körde Navarro för Hondateamet Estrella Galicia 0,0. Under andra halvan av säsongen började han prestera goda resultat, två andra- och två tredjeplatser, vilket gav en sjundeplats i VM. Han vann också titeln "Rookie of the year", bästa nykomling. Roadracing-VM 2016 fortsatte Navarro i Moto3 i samma team. Han började säsongen bra med flera pallplatser och tog sin första Grand Prix-seger den 6 juni 2006 i Kataloniens Grand Prix. En motocross-skada därefter gjorde att Navarro tappade kontakten med VM-ledande Brad Binder. Navarro vann dock även Aragoniens Grand Prix och slutade trea i VM-tabellen.
Till säsongen 2017 gick Navarro upp i Moto2-klassen där han körde en Kalex för Gresini Racing. Han kom på 14:e plats i VM 2017 och på 13:e säsongen 2018. Han bytte team till Speed Up säsongen 2019.

## Framskjutna placeringar
Uppdaterad till 2019-12-31.
| Nr | Grand Prix     | År   |
| -- | -------------- | ---- |
| 1  | Spanien        | 2019 |
| 2  | Frankrike      | 2019 |
| 3  | Storbritannien | 2019 |
| 4  | Aragonien      | 2019 |

| Nr | Grand Prix | År   |
| -- | ---------- | ---- |
| 1  | Amerika    | 2019 |
| 2  | Katalonien | 2019 |
| 3  | Österrike  | 2019 |
| 4  | Valencia   | 2019 |

| Nr | Grand Prix | År   |
| -- | ---------- | ---- |
| 1  | Katalonien | 2016 |
| 2  | Aragonien  | 2016 |

| Nr | Grand Prix | År   |
| -- | ---------- | ---- |
| 1  | Aragonien  | 2015 |
| 2  | Valencia   | 2015 |
| 3  | Argentina  | 2016 |
| 4  | Amerika    | 2016 |

| Nr | Grand Prix | År   |
| -- | ---------- | ---- |
| 1  | Japan      | 2015 |
| 2  | Malaysia   | 2015 |
| 3  | Frankrike  | 2016 |